# Gunnison (Utah)
Gunnison es una ciudad del condado de Sanpete, estado de Utah, Estados Unidos. Según el censo de 2000, la población era de 2.394 habitantes.

## Geografía
Gunnison se encuentra en las coordenadas 39°9′19″N 111°49′6″O / 39.15528, -111.81833.
Según la oficina del censo de Estados Unidos, la ciudad tiene una superficie total de 13,7 km². No tiene superficie cubierta de agua.
- Datos: Q201769
- Multimedia: Gunnison, Utah / Q201769